# Arachnospila rasnitsyni
Arachnospila rasnitsyni (лат.) — вид дорожных ос рода Arachnospila (Pompilidae). Бурятия и Тыва.

## Этимология
Видовое название дано в честь гименоптеролога Александра Павловича Расницына (Палеонтологический институт имени А. А. Борисяка РАН, Москва).

## Описание
Среднего размера красно-чёрная дорожная оса. Длина 9—10 мм. Голова и грудь покрыты серым опушением. Самцы отличаются от других видов подрода наличием отстоящих волосков на проподеуме и клипеусе, а также строением гениталий: наличием базолатеральных лопастей гипопигия и большого субапикального пучка отстоящих щетинок.

## Распространение и экология
Этот вид встречается в южной Сибири: Бурятия и Тыва. Обитает в степях, лёт отмечается в конце июля.